# Phaloe romani
Phaloe romani är en fjärilsart som beskrevs av Felix Bryk 1953. Phaloe romani ingår i släktet Phaloe och familjen björnspinnare. Inga underarter finns listade i Catalogue of Life.